# Карасик Юлій Юрійович
Ю́лій Ю́рійович Кара́сик (24 серпня 1923, Херсон — 23 січня 2005, Москва) — радянський російський кінорежисер і сценарист, уродженець Херсона. Заслужений діяч мистецтв РРФСР (1969). Народний артист РРФСР (1977). Член Спілки кінематографістів СРСР.

## З життєпису
Юлій Карасик народився 24 серпня 1923 р. в місті Херсоні Української СРР.
У 1942—1946 — курсант військового училища в Ташкенті.
Навчався на філологічному факультеті Ленінградського державного педагогічного інституту імені О. І. Герцена, а також в акторській школі при Ленфільмі (майстерня Й. Ю. Хейфица та О. Г. Зархі).
1951 року закінчив режисерський факультет ВДІКу (курс С. А. Герасимова і Т. Ф. Макарової).
У 1950—1957 рр. — режисер Свердловської кіностудії.
З 1960 року — режисер-постановник кіностудій «Ленфільм» і «Мосфільм».
Був художнім керівником на Вищих курсах сценаристів і режисерів (ВКСР) в Москві.
Помер 23 січня 2005 року в Москві. Похований на Троєкуровському кладовищі (ділянка № 5).

## Фільмографія
(режисер, сценарист, художній керівник)
- «Чекайте листів» (1960, режисер)
- «Дикий собака дінго» (1962, режисер)
- «Шосте липня» (1968, режисер)
- «До осені далеко» («Оповідь про одне кохання») (1964, художній керівник)
- «Людина, яку я кохаю» (1966, режисер, співавтор сценарію)
- «Чайка» (1970, режисер, автор сценарію)
- «Самий жаркий місяць» (1974, режисер, співавт. сценарію)
- «Власна думка» (1976, режисер)
- «Весняна путівка» (1978, художній керівник)
- «Склянка води» (1979, режисер, сценарист)
- «Якби не було цієї дівчини…» (1981, співавтор сценарію)
- «За синіми ночами» (1983, співавтор сценарію)
- «Береги в тумані» (1985, режисер; СРСР—Болгарія)
- «Без сонця» (1987, режисер і сценарист)
- «Піддані революції» (1987, автор сценарію)
- «Троє. Любовна історія кінця ХХ століття» (1995, режисер і сценарист; фільм не був завершений)

## Призи та нагороди
- 1962 — Венеційський кінофестиваль: Гран-прі «Лев святого Марка» і премія «Золота гілка» (фільм «Дикий собака динго»)
- 1968 — XVI Міжнародний кінофестиваль у Карлових Варах: спеціальна премія міжнародного журі авторів фільмів (фільм «Шосте липня»)
- 1970 — IV Всесоюзний кінофестиваль в Мінську: диплом Державного комітету СРСР з кінематографії і Союзу кінематографістів СРСР за ідейно-художні достоїнства і великий успіх у глядачів фільму «Шосте липня»
- 1973 — IX Міжнародний кінофестиваль у Чикаго: спеціальна премія «Срібний Хьюго» за найкращу екранізацію класичного твору і майстерність акторського ансамблю (фільм «Чайка», 1970)